# 列拿士地臺
列拿士地臺（英語：Rednaxela Terrace）位於香港中環半山區扶手電梯地帶，為行人專用區，全長約63米。西至卑利街，東達些利街，與太子臺及芝古臺平行。

## 名稱來由
此街的的英文名稱，是“Alexander”的倒拼，因此，有傳聞列拿士地台當初命名是紀念一名叫為亞歷山大（Alexander）的人，估計是由於當時負責翻譯街名是中國人，習慣由右向左書寫，因而把亞歷山大的英文倒轉翻譯，拼成“Rednaxela”這名稱。後來因街名決定了，政府也沒有對這街名作出修改。
儘管香港有上述的傳說，但曾在香港讀書與在香港出版社任過編輯，後來以「黃信怡」等筆名在菲律賓《世界日報》撰寫專欄的菲律賓華人作家江樺，卻持有不同的意見。
江樺認為這一種傳說無法成立的理由有五：
1. 懂得英語是當年在香港殖民地政府擔任翻譯工作的中國人必具的起碼條件，既懂得英語，不可能不知道英語拼寫該從左至右
2. 倘若當時這地方是先以英文名來命名，而要紀念的是一位名為Alexander的人士，那麼其完整英文地名應該是“Alexander Terrace”，而從事該項翻譯工作的中國人所倒轉翻譯的也該是“Alexander Terrace”整個英文名（Ecarret Rednaxela），沒道理選擇性地只倒轉“Alexander”這人名而已。
3. 假如中文名是誤譯，那麼，其結果也只是中文名跟英文名不相稱而已，不會連英文也一同倒拼。

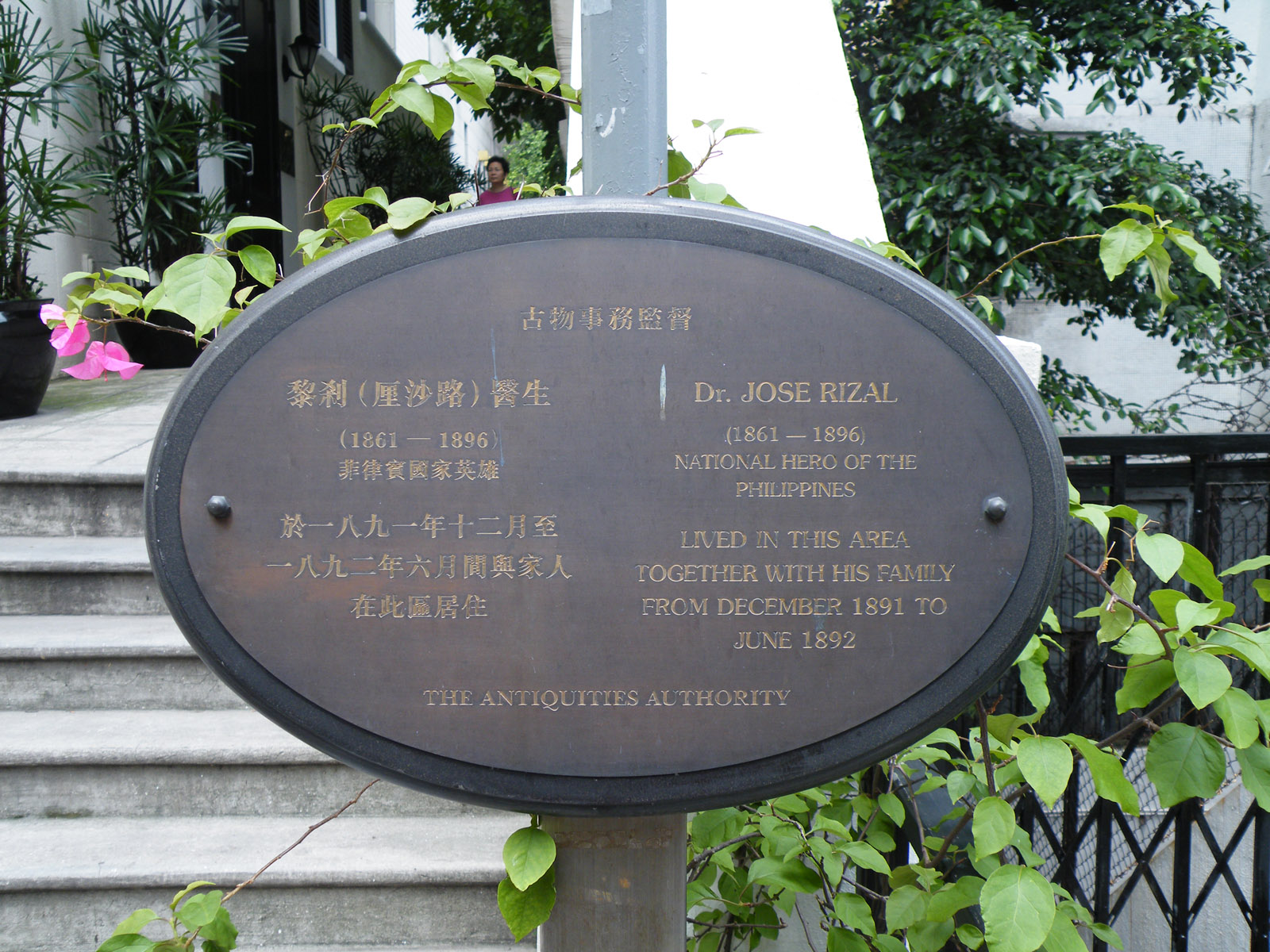
菲律賓民族英雄扶西·黎剎醫生和家人等曾居於此

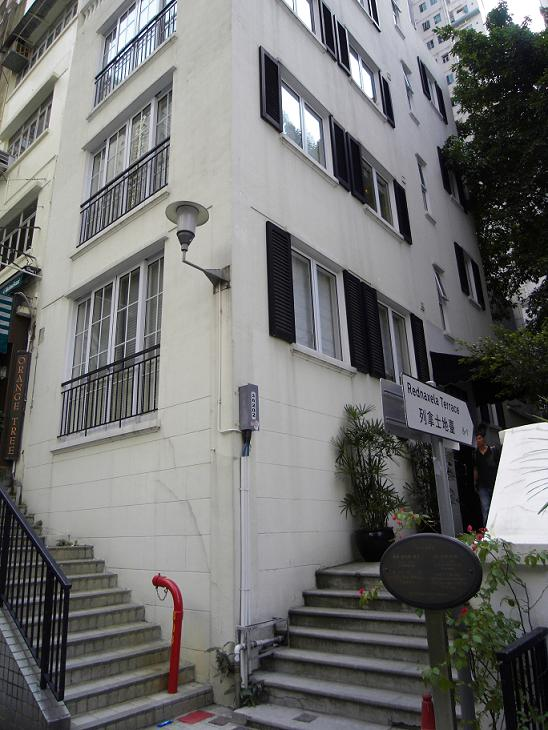
列拿士地台位於太子台與摩羅廟街中間

4. 在英國統治的早期，香港街道命名的最終決定權掌握在英國人手中。即使譯者擺了烏龍，誤把Alexander Terrace寫作Rednaxela Terrace，呈請英國人批示時，英國人也不可能不發覺。
5. 根據香港節目《學是學非》，第五個不成立原因是因為在中環，也有一座歷山大廈 （Alexandra House），是在香港開埠初期（1904年）的建築物，但翻譯無誤。[2]

江樺考證後，發現了十九世紀二十年代有位名為Robert Alexander Young的反奴隸制度志士，他在1829年發表了著名的《埃塞俄比亞人宣言》（Ethiopian Manifesto）。Robert Alexander Young在宣言中，給了所有散居在非洲境外的非洲人予以「埃塞俄比亞人」的身分。於是Ethiopian延伸出了「黑人」的新意。該宣言引用了聖詩中的「王子要走出埃及，埃塞俄比亞將很快伸出雙手向上帝。」去呼籲所有的人黑色自覺認同自己是「埃塞俄比亞人」。Robert Alexander Young在宣言中把Alexander倒串成Rednaxela，並自稱為Rednaxela。人們遂把Robert Alexander Young簡稱為Rednaxela。Rednaxela Terrace的真正由來，相信是早期香港政府打算以之紀念這古典黑人民族主義者。
列拿士地臺近些利街街口有一個牌，上面寫著古物事務監督認定，菲律賓國家英雄扶西·黎剎醫生和家人曾經在此居住，這都印證了這地區跟有色人種民權運動的歷史淵源。
但另一方面，亦有論者認為，英國殖民者沒理由要紀念一個搞革命的民族主義者。而且當年在香港政府擔任翻譯者懂得英語，不等於他們英語水平良好。香港路名不乏錯譯的例子，例如眾坊街（Public Square Street）就曾被譯成「公眾四方街」。路名的由來仍未有定論。

## 鄰近

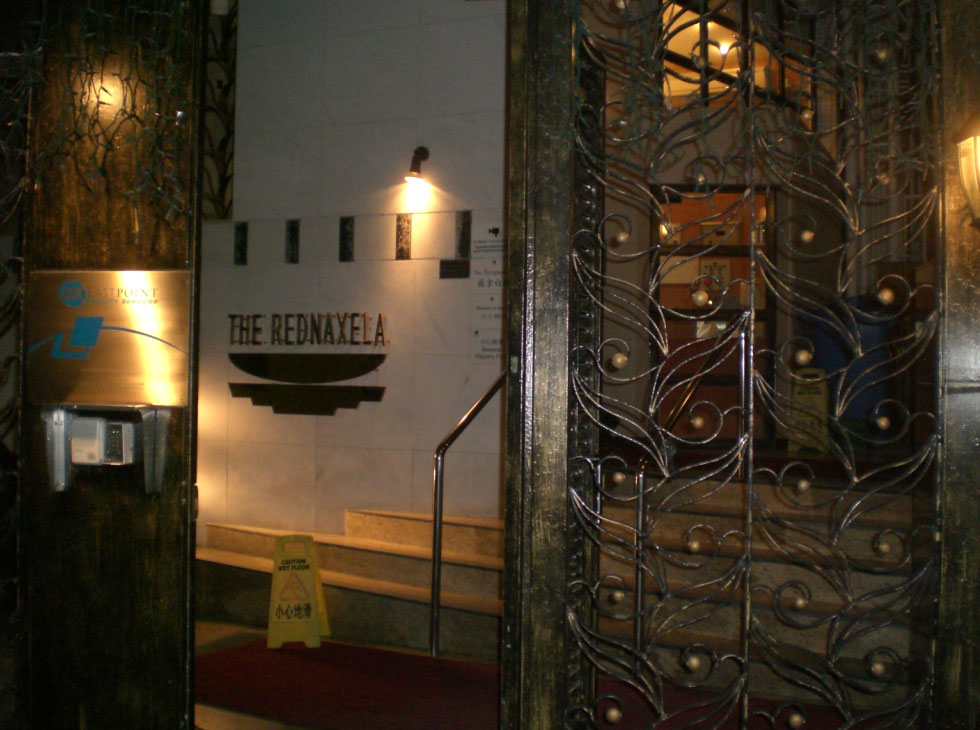
97年落成的單幢樓帝華台

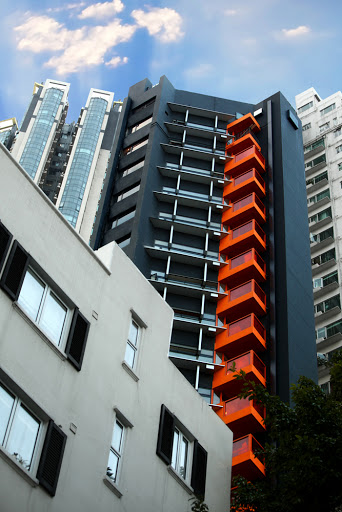
協利集團發展的ACTS Rednaxela

目前列拿士地臺及卑利街交界有幢建築名為帝華台，在列拿士地臺1號，英文為 ，估計也是取名自列拿士地台。
列拿士地臺8號英文為（ACTS Rednaxela），由協利集團（Goldig Investment Group）發展。從2005年, 吳家耀（Carl Gouw）代表發展商和（ACTS）與建築師張智強Gary Chang和Edge Design Institute 合作設計這座建築 。這項目獲得香港設計中心頒發的設計獎 並在 Apple TV的電視劇 Home放映。協利集團於 2012 年以 2 億港元出售 (ACTS Rednaxela)，(ACTS) 繼續營運服務式公寓。該建築模型於西九文化區M+博物館展示 。

## 另見
- 黎剎